# Рёквиц
Рёквиц (нем. Röckwitz) — община в Германии, в земле Мекленбург-Передняя Померания.
Входит в состав района Деммин. Подчиняется управлению Трептовер Толлензевинкель.  Население составляет 302 человека (на 31 декабря 2010 года). Занимает площадь 14,75 км².
Коммуна подразделяется на 3 сельских округа.